# OD sings Alfvén
OD sings Alfvén är ett album från 1993 av sångsällskapet Orphei Drängar där de sjunger kompositioner och arrangemang av (deras tidigare dirigent) Hugo Alfvén med andras texter. Deras dirigent på skivan är Robert Sund och även så medverkar Claes-Håkan Ahnsjö på sång och Folke Alin på piano.

## Innehåll
1. "Hör I Orphei Drängar" – 1:48
2. "Gryning vid havet" – 3:51
3. "Papillon" – 2:45
4. "Gustaf Frödings jordafärd" – 3:36
5. "Berceuse" – 2:50
6. "Roslagsvår" – 1:37
7. "Sveriges flagga" – 1:55
8. "Min kära" – 2:02
9. "Serenad (Lindagull)" – 2:13
10. "Natt" – 2:02
11. "Aftonen" – 3:54
12. "Vaggvisa" – 2:50
13. "Saa tag mit Hjerte" – 3:06
14. "I stilla timmar" – 3:03
15. "Sommardofter, Op. 8 No. 2" – 2:58
16. "Du är stilla ro" – 3:54
17. "Jag längtar dig" – 1:00
18. "Skogen sofver" – 2:37
19. "I månans skimmer" – 2:07
20. "Prövningen" – 2:30
21. "Glädjens blomster" – 1:54
22. "Värmlandsvisan" – 1:47
23. "Oxbergsmarschen" – 1:44
24. "Kulldansen" – 0:56
25. "Trindskallarna" – 2:29
26. "Vallgossens visa" – 1:39
27. "Anders, han var en hurtiger dräng" – 1:32
28. "Och jungfrun hon går i ringen" – 1:13
29. "Uti vår hage" – 2:28
30. "Stemning" – 1:53

Total tid: 74:02

## Medverkande
- Orphei Drängar
- Robert Sund — dirigent
- Claes-Håkan Ahnsjö — tenor
- Folke Alin — piano